# Seattle Seahawks 1995
La stagione 1995 dei Seattle Seahawks è stata la 20ª della franchigia nella National Football League. Questo fu il primo anno in cui Dennis Erickson guidò la squadra.

## Scelte nel Draft NFL 1995
| Giro/Scelta | Giocatore        | Ruolo            | College              |
| ----------- | ---------------- | ---------------- | -------------------- |
| 1/8         | Joey Galloway    | Wide receiver    | Ohio State           |
| 2/39        | Christian Fauria | Tight end        | Colorado             |
| 4/126       | Jason Kyle       | Linebacker       | Arizona State        |
| 6/180       | Henry McMillian  | Defensive tackle | Florida              |
| 6/230       | Eddie Goines     | Wide Receiver    | North Carolina State |
| 7/216       | Keif Bryant      | Defensive Tackle | Rutgers              |

## Staff
Fonte:

## Calendario
| Turno | Data               | Avversario             | Risultato          | Stadio                             | Record             | Pubblico           |                    |                    |                    |
| 1     | 3/9/1995           | Kansas City Chiefs     | S 10-34            | Kingdome                           | 0-1                | 47.564             |                    |                    |                    |
| 2     | 10/9/1995          | @ San Diego Chargers   | S 10-14            | Jack Murphy Stadium                | 0-2                | 54.420             |                    |                    |                    |
| 3     | 17/9/1995          | Cincinnati Bengals     | V 24-21            | Kingdome                           | 1-2                | 39.492             |                    |                    |                    |
| 4     | Settimana di pausa | Settimana di pausa     | Settimana di pausa | Settimana di pausa                 | Settimana di pausa | Settimana di pausa | Settimana di pausa | Settimana di pausa | Settimana di pausa |
| 5     | 1/10/1995          | Denver Broncos         | V 27-10            | Kingdome                           | 2-2                | 49.914             |                    |                    |                    |
| 6     | 8/10/1995          | @ Oakland Raiders      | S 14-34            | Oakland-Alameda County Coliseum    | 2-3                | 50.213             |                    |                    |                    |
| 7     | 15/10/1995         | @ Buffalo Bills        | S 21-27            | Rich Stadium                       | 2-4                | 74.362             |                    |                    |                    |
| 8     | 22/10/1995         | San Diego Chargers     | S 25-35            | Kingdome                           | 2-5                | 45.821             |                    |                    |                    |
| 9     | 29/10/1995         | @ Arizona Cardinals    | S 14-20 DTS        | Sun Devil Stadium                  | 2-6                | 39.600             |                    |                    |                    |
| 10    | 5/11/1995          | New York Giants        | V 30-28            | Kingdome                           | 3-6                | 42.100             |                    |                    |                    |
| 11    | 12/11/1995         | @ Jacksonville Jaguars | V 47-30            | Jacksonville Municipal Stadium     | 4-6                | 71.290             |                    |                    |                    |
| 12    | 19/11/1995         | @ Washington Redskins  | V 27-20            | Robert F. Kennedy Memorial Stadium | 5-6                | 51.298             |                    |                    |                    |
| 13    | 26/11/1995         | New York Jets          | S 10-16            | Kingdome                           | 5-7                | 41.160             |                    |                    |                    |
| 14    | 3/12/1995          | Philadelphia Eagles    | V 26-14            | Kingdome                           | 6-7                | 39.893             |                    |                    |                    |
| 15    | 10/12/1995         | @ Denver Broncos       | V 31-27            | Mile High Stadium                  | 7-7                | 71.488             |                    |                    |                    |
| 16    | 17/12/1995         | Oakland Raiders        | V 44-10            | Kingdome                           | 8-7                | 58.428             |                    |                    |                    |
| 17    | 24/12/1995         | @ Kansas City Chiefs   | S 3-26             | Arrowhead Stadium                  | 8-8                | 75.784             |                    |                    |                    |

## Leader della squadra
| Leader della squadra   |                 |       |
| Categoria              | Giocatore       | N.    |
| Yard passate           | Rick Mirer      | 2.564 |
| Touchdown passati      | Rick Mirer      | 13    |
| Yard corse             | Chris Warren    | 1.346 |
| Touchdown su corsa     | Chris Warren    | 15    |
| Ricezioni              | Brian Blades    | 77    |
| Yard ricevute          | Joey Galloway   | 1.039 |
| Touchdown su ricezione | Joey Galloway   | 7     |
| Sack                   | Cortez Kennedy  | 6,5   |
| Intercetti             | Robert Blackmon | 5     |